# 기이나카노시마역
기이나카노시마역(일본어: 紀伊中ノ島駅, きいなかのしまえき 키이나카노시마에키[*])은 일본 와카야마현 와카야마시에 위치한 서일본 여객철도의 역이다.

## 역 구조
상대식 승강장으로 2면 2선의 고가역이며 개업 시부터 오랫동안 사용되어 온 역사의 흔적이 남아있다. 지금의 역사는 대합실 역할을 하는 공간만이 남아있다.
이코카 및 제휴 교통카드의 사용이 가능하다.

### 승강장
| 1 | ■ 한와 선 | 와카야마 방면                          |
| 2 | ■ 한와 선 | 히네노 · 오토리 · 덴노지 · 오사카 방면 |

## 역사
- 1932년 1월 1일: 한와 전기 철도 무소타 ~ 히가시와카야마 간에 신설 개업하였다.
- 1940년 12월 1일: 회사 간 인수 합병에 따라 난카이 전기 철도 야마노테 선의 소속이 되었다.
- 1944년 5월 1일: 국유화에 따라 일본국유철도의 소속이 되었다.
- 1987년 4월 1일: 민영화에 따라 서일본 여객철도의 소속이 되었다.
- 2003년 11월 1일: 이코카의 사용이 개시되었다.

## 인접정차역
| 서일본 여객철도 한와 선                                   | 서일본 여객철도 한와 선 | 서일본 여객철도 한와 선 |
| --------------------------------------------------------- | ----------------------- | ----------------------- |
| 무소타 덴노지 방면                                        | ■ 한와 선 보통          | 와카야마 방면           |
| 보통에는 일부 기슈지 쾌속 및 구간 쾌속, B쾌속이 포함된다. |                         |                         |